# Uromyces thelymitrae
Uromyces thelymitrae är en svampart som beskrevs av McAlpine 1906. Uromyces thelymitrae ingår i släktet Uromyces och familjen Pucciniaceae.   Inga underarter finns listade i Catalogue of Life.